# Australie aux Jeux olympiques
L'Australie a envoyé des athlètes à presque toutes les éditions des Jeux olympiques modernes. L'Australie a participé à toutes les éditions des Jeux olympiques d'été et la plupart des Jeux olympiques d'hiver, dont toutes les éditions depuis les jeux de 1952.
Teddy Flack a été le premier athlète représentant l'Australie aux Jeux olympiques. Il a remporté deux titres en athlétisme, sur 800 m et 1 500 m aux Jeux olympiques de 1896 à Athènes.
En 1908 et 1912, l'Australie a concouru dans l'équipe d'Australasie avec des athlètes de Nouvelle-Zélande.
L'Australie a accueilli deux fois les Jeux olympiques d'été : en 1956 à Melbourne et en 2000 à Sydney, terminant troisième et quatrième au classement des médailles.
La plupart des médailles d'or australiennes ont été remportées en natation, un sport très populaire en Australie, avec des athlètes comme Dawn Fraser ou Ian Thorpe faisant partie des meilleurs sportifs de tous les temps. Les autres sports dans lesquels l'Australie a été très performante incluent :
- le hockey sur gazon avec les femmes titrées trois fois de 1988 à 2000 et les hommes titrés en 2004.
- le cyclisme
- l'aviron
- l'équitation
- le tir

L'Australie a par contre connu moins de succès sur les pistes, particulièrement lors des jeux récents. Betty Cuthbert est l'athlète qui a connu le plus de succès sur la piste. Cathy Freeman a remporté le titre sur 400 m aux jeux de 2000.
L'Australie n'a remporté sa première médaille aux Jeux d'hiver qu'en 1994, reflétant son manque de climat vraiment hivernal.

## Comité international olympique
Le Comité olympique australien ou Australian Olympic Committee (AOC) a été fondé et reconnu en 1895 par le CIO.

## Tableau des médailles

### Par année

Médailles gagnées par l'Australie aux Jeux olympiques d'été de 1900 à 2012.
Pour 1908 et 1912, l'Australie concourait, avec la Nouvelle-Zélande, sous la bannière de l'Australasie.

| Année               | Médaille d'or, Jeux olympiques | Médaille d'argent, Jeux olympiques | Médaille de bronze, Jeux olympiques | Total                       |
| Athènes 1896        | 2                              | 0                                  | 0                                   | 2                           |
| Paris 1900          | 2                              | 0                                  | 3                                   | 5                           |
| St. Louis 1904      | 0                              | 0                                  | 0                                   | 0                           |
| Londres 1908        | Dans l'équipe d'Australasie    | Dans l'équipe d'Australasie        | Dans l'équipe d'Australasie         | Dans l'équipe d'Australasie |
| Stockholm 1912      | Dans l'équipe d'Australasie    | Dans l'équipe d'Australasie        | Dans l'équipe d'Australasie         | Dans l'équipe d'Australasie |
| Anvers 1920         | 0                              | 2                                  | 1                                   | 3                           |
| Paris 1924          | 3                              | 1                                  | 2                                   | 6                           |
| Amsterdam 1928      | 1                              | 2                                  | 1                                   | 4                           |
| Los Angeles 1932    | 3                              | 1                                  | 1                                   | 5                           |
| Berlin 1936         | 0                              | 0                                  | 1                                   | 1                           |
| Londres 1948        | 2                              | 6                                  | 5                                   | 13                          |
| Helsinki 1952       | 6                              | 2                                  | 3                                   | 11                          |
| Melbourne 1956      | 13                             | 8                                  | 14                                  | 35                          |
| Rome 1960           | 8                              | 8                                  | 6                                   | 22                          |
| Tokyo 1964          | 6                              | 2                                  | 10                                  | 18                          |
| Mexico 1968         | 5                              | 7                                  | 5                                   | 17                          |
| Munich 1972         | 8                              | 7                                  | 2                                   | 17                          |
| Montréal 1976       | 0                              | 1                                  | 4                                   | 5                           |
| Moscou 1980         | 2                              | 2                                  | 5                                   | 9                           |
| Los Angeles 1984    | 4                              | 8                                  | 12                                  | 24                          |
| Séoul 1988          | 3                              | 6                                  | 5                                   | 14                          |
| Barcelone 1992      | 7                              | 9                                  | 11                                  | 27                          |
| Atlanta 1996        | 9                              | 9                                  | 23                                  | 41                          |
| Sydney 2000         | 16                             | 25                                 | 17                                  | 58                          |
| Athènes 2004        | 17                             | 16                                 | 17                                  | 49                          |
| Pékin 2008          | 14                             | 15                                 | 17                                  | 46                          |
| Londres 2012        | 7                              | 15                                 | 12                                  | 35                          |
| Rio de Janeiro 2016 | 8                              | 11                                 | 10                                  | 29                          |
| Tokyo 2020          | 17                             | 7                                  | 22                                  | 46                          |
| Paris 2024          | 18                             | 19                                 | 16                                  | 53                          |
| Los Angeles 2028    | Jeux à venir                   | Jeux à venir                       | Jeux à venir                        | Jeux à venir                |
| Brisbane 2032       | Jeux à venir                   | Jeux à venir                       | Jeux à venir                        | Jeux à venir                |
| Total (AUS)         | 138                            | 153                                | 177                                 | 468                         |
| Total (ANZ)         | 3                              | 4                                  | 4                                   | 11                          |

| Année                       | Athlètes          | Médaille d'or, Jeux olympiques | Médaille d'argent, Jeux olympiques | Médaille de bronze, Jeux olympiques | Total             | Rang              |
| Garmisch-Partenkirchen 1936 | 1                 | 0                              | 0                                  | 0                                   | 0                 | -                 |
| Saint-Moritz 1948           | N'a pas participé | N'a pas participé              | N'a pas participé                  | N'a pas participé                   | N'a pas participé | N'a pas participé |
| Oslo 1952                   | 9                 | 0                              | 0                                  | 0                                   | 0                 | -                 |
| Cortina d'Ampezzo 1956      | 10                | 0                              | 0                                  | 0                                   | 0                 | -                 |
| Squaw Valley 1960           | 31                | 0                              | 0                                  | 0                                   | 0                 | -                 |
| Innsbruck 1964              | 6                 | 0                              | 0                                  | 0                                   | 0                 | -                 |
| Grenoble 1968               | 3                 | 0                              | 0                                  | 0                                   | 0                 | -                 |
| Sapporo 1972                | 4                 | 0                              | 0                                  | 0                                   | 0                 | -                 |
| Innsbruck 1976              | 8                 | 0                              | 0                                  | 0                                   | 0                 | -                 |
| Lake Placid 1980            | 10                | 0                              | 0                                  | 0                                   | 0                 | -                 |
| Sarajevo 1984               | 10                | 0                              | 0                                  | 0                                   | 0                 | -                 |
| Calgary 1988                | 18                | 0                              | 0                                  | 0                                   | 0                 | -                 |
| Albertville 1992            | 23                | 0                              | 0                                  | 0                                   | 0                 | -                 |
| Lillehammer 1994            | 25                | 0                              | 0                                  | 1                                   | 1                 | 22e               |
| Nagano 1998                 | 24                | 0                              | 0                                  | 1                                   | 1                 | 22e               |
| Salt Lake City 2002         | 27                | 2                              | 0                                  | 0                                   | 2                 | 15e               |
| Turin 2006                  | 40                | 1                              | 0                                  | 1                                   | 2                 | 17e               |
| Vancouver 2010              | 40                | 2                              | 1                                  | 0                                   | 3                 | 13e               |
| Sotchi 2014                 | 60                | 0                              | 2                                  | 1                                   | 3                 | 24e               |
| Pyeongchang 2018            | 51                | 0                              | 2                                  | 1                                   | 3                 | 23e               |
| Pékin 2022                  | 43                | 1                              | 2                                  | 1                                   | 4                 | 18e               |
| Milan-Cortina 2026          | Jeux à venir      | Jeux à venir                   | Jeux à venir                       | Jeux à venir                        | Jeux à venir      | Jeux à venir      |
| Alpes françaises 2030       | Jeux à venir      | Jeux à venir                   | Jeux à venir                       | Jeux à venir                        | Jeux à venir      | Jeux à venir      |
| Salt Lake City 2034         | Jeux à venir      | Jeux à venir                   | Jeux à venir                       | Jeux à venir                        | Jeux à venir      | Jeux à venir      |
| Total                       | 400               | 6                              | 7                                  | 6                                   | 19                | 26e               |

Ces totaux ne tiennent pas compte des médailles remportés par des athlètes australiens membres de l'équipe d'Australasie aux jeux de 1908 et 1912.

### Par sport
| Place | Sport              | Médaille d'or, Jeux olympiques | Médaille d'argent, Jeux olympiques | Médaille de bronze, Jeux olympiques | Total | Rang |
| 1     | Natation           | 69                             | 70                                 | 74                                  | 213   | 2e   |
| 2     | Athlétisme         | 21                             | 27                                 | 28                                  | 76    | 11e  |
| 3     | Cyclisme           | 15                             | 19                                 | 20                                  | 54    | 6e   |
| 4     | Aviron             | 13                             | 15                                 | 16                                  | 44    | 7e   |
| 5     | Voile              | 13                             | 8                                  | 8                                   | 29    | 6e   |
| 6     | Équitation         | 6                              | 4                                  | 4                                   | 14    | 10e  |
| 7     | Canoë-Kayak        | 5                              | 8                                  | 14                                  | 27    | 15e  |
| 8     | Tir                | 5                              | 1                                  | 5                                   | 11    | 16e  |
| 9     | Hockey sur gazon   | 4                              | 4                                  | 5                                   | 13    | 3e   |
| 10    | Plongeon           | 3                              | 3                                  | 8                                   | 14    | 7e   |
| 11    | Triathlon          | 1                              | 2                                  | 2                                   | 5     | 3e   |
| 12    | Tennis             | 1                              | 1                                  | 4                                   | 6     | 13e  |
| 13    | Haltérophilie      | 1                              | 1                                  | 2                                   | 4     | 38e  |
| 14    | Beach-volley       | 1                              | 1                                  | 1                                   | 3     | 4e   |
| 15    | Taekwondo          | 1                              | 1                                  | 0                                   | 2     | 16e  |
| 16    | Tir à l'arc        | 1                              | 0                                  | 2                                   | 3     | 12e  |
| 17    | Water-polo         | 1                              | 0                                  | 2                                   | 3     | 11e  |
| 18    | Pentathlon moderne | 1                              | 0                                  | 0                                   | 1     | 11e  |
| 18    | Rugby à sept       | 1                              | 0                                  | 0                                   | 1     | 3e   |
| 18    | Skateboard         | 1                              | 0                                  | 0                                   | 1     | 2e   |
| 21    | Basket-ball        | 0                              | 3                                  | 3                                   | 6     | 8e   |
| 22    | Boxe               | 0                              | 1                                  | 4                                   | 5     | 53e  |
| 23    | Softball           | 0                              | 1                                  | 3                                   | 4     | 3e   |
| 24    | Lutte              | 0                              | 1                                  | 2                                   | 3     | 48e  |
| 25    | Baseball           | 0                              | 1                                  | 0                                   | 1     | 5e   |
| 25    | Gymnastique        | 0                              | 1                                  | 0                                   | 1     | 40e  |
| 27    | Judo               | 0                              | 0                                  | 2                                   | 2     | 50e  |
| 28    | Surf               | 0                              | 0                                  | 1                                   | 1     | 5e   |
| Total | Total              | 164                            | 173                                | 210                                 | 547   | 10e  |

| Place | Sport           | Médaille d'or, Jeux olympiques | Médaille d'argent, Jeux olympiques | Médaille de bronze, Jeux olympiques | Total | Rang |
| 1     | Ski acrobatique | 4                              | 3                                  | 2                                   | 9     | 5e   |
| 2     | Snowboard       | 1                              | 3                                  | 2                                   | 6     | 10e  |
| 3     | Short-Track     | 1                              | 0                                  | 1                                   | 2     | 10e  |
| 4     | Skeleton        | 0                              | 1                                  | 0                                   | 1     | 10e  |
| 5     | Ski alpin       | 0                              | 0                                  | 1                                   | 1     | 24e  |
| Total | Total           | 5                              | 1                                  | 3                                   | 9     | 26e  |

## Porte-drapeau australien
| Jeux             | Porte-drapeau                        | Sport                  |
| ---------------- | ------------------------------------ | ---------------------- |
| Anvers 1920      | George Parker                        | Athlétisme             |
| Paris 1924       | Edwin Carr, Sr. (en)                 | Athlétisme             |
| Amsterdam 1928   | Bobby Pearce                         | Aviron                 |
| Los Angeles 1932 | Andrew Charlton                      | Natation               |
| Berlin 1936      | Dunc Gray                            | Cyclisme               |
| Londres 1948     | Les McKay (en)                       | Water-polo             |
| Helsinki 1952    | Mervyn Wood                          | Aviron                 |
| Melbourne 1956   | Mervyn Wood (2)                      | Aviron                 |
| Rome 1960        | Jock Sturrock                        | Voile                  |
| Tokyo 1964       | Ivan Lund (en)                       | Escrime                |
| Mexico 1968      | Bill Roycroft                        | Équitation             |
| Munich 1972      | Dennis Green                         | Canoë-kayak            |
| Montreal 1976    | Raelene Boyle                        | Athlétisme             |
| Moscou 1980      | Denise Robertson-Boyd et Max Metzker | Athlétisme et Natation |
| Los Angeles 1984 | Wayne Roycroft                       | Équitation             |
| Séoul 1988       | Ric Charlesworth                     | Hockey sur gazon       |
| Barcelone 1992   | Jenny Donnet (en)                    | Plongeon               |
| Atlanta 1996     | Andrew Hoy                           | Équitation             |
| Sydney 2000      | Andrew Gaze                          | Basket-ball            |
| Athènes 2004     | Colin Beashel                        | Voile                  |
| Pékin 2008       | James Tomkins                        | Aviron                 |
| Londres 2012     | Lauren Jackson                       | Basket-ball            |
| Rio 2016         | Anna Meares                          | Cyclisme               |
| Tokyo 2020       | Patrick Mills                        | Basket-ball            |
| Tokyo 2020       | Cate Campbell                        | Natation               |
| Paris 2024       | Eddie Ockenden                       | Hockey sur gazon       |
| Paris 2024       | Jessica Fox                          | Canoë-Kayak            |

| Jeux                | Porte-drapeau     | Sport                                |
| ------------------- | ----------------- | ------------------------------------ |
| Squaw Valley 1960   | Vic Ekberg (en)   | Hockey sur glace                     |
| Grenoble 1968       | Malcolm Milne     | Ski alpin                            |
| Innsbruck 1976      | Colin Coates      | Patinage de vitesse                  |
| Lake Placid 1980    | Rob McIntyre      | Ski alpin                            |
| Sarajevo 1984       | Colin Coates (2)  | Patinage de vitesse                  |
| Calgary 1988        | Mike Richmond     | Patinage de vitesse                  |
| Albertville 1992    | Danny Kah         | Patinage de vitesse                  |
| Lillehammer 1994    | Kirstie Marshall  | Ski acrobatique                      |
| Nagano 1998         | Richard Nizielski | Patinage de vitesse sur piste courte |
| Salt Lake City 2002 | Adrian Costa      | Ski acrobatique                      |
| Turin 2006          | Alisa Camplin     | Ski acrobatique                      |
| Vancouver 2010      | Torah Bright      | Snowboard                            |
| Sotchi 2014         | Alex Pullin       | Snowboard                            |
| Pyeongchang 2018    | Scotty James      | Snowboard                            |
| Pékin 2022          | Brendan Kerry     | Patinage artistique                  |
| Pékin 2022          | Laura Peel        | Ski acrobatique                      |